# Starkočský lom
Přírodní památka Starkočský lom je chráněné území nacházející se přibližně 1 km jihozápadně od obce Starkoč na Kutnohorsku. Jedná se o klasickou mineralogickou lokalitu (významný je zejména výskyt granátu almandinu) a bohaté naleziště zkamenělin, z nichž nejzajímavějšími jsou korál Isis miranda a houba Gribrospondia, jejíž výskyt je na území Česka unikátní. Botanicky není oblast významná, vzhledem k charakteru okolní krajiny je však útočištěm pro bezobratlé živočichy a ptáky. Ochrana území, které je v péči Krajského úřadu Středočeského kraje, byla vyhlášena v roce 1985.

## Lokalita

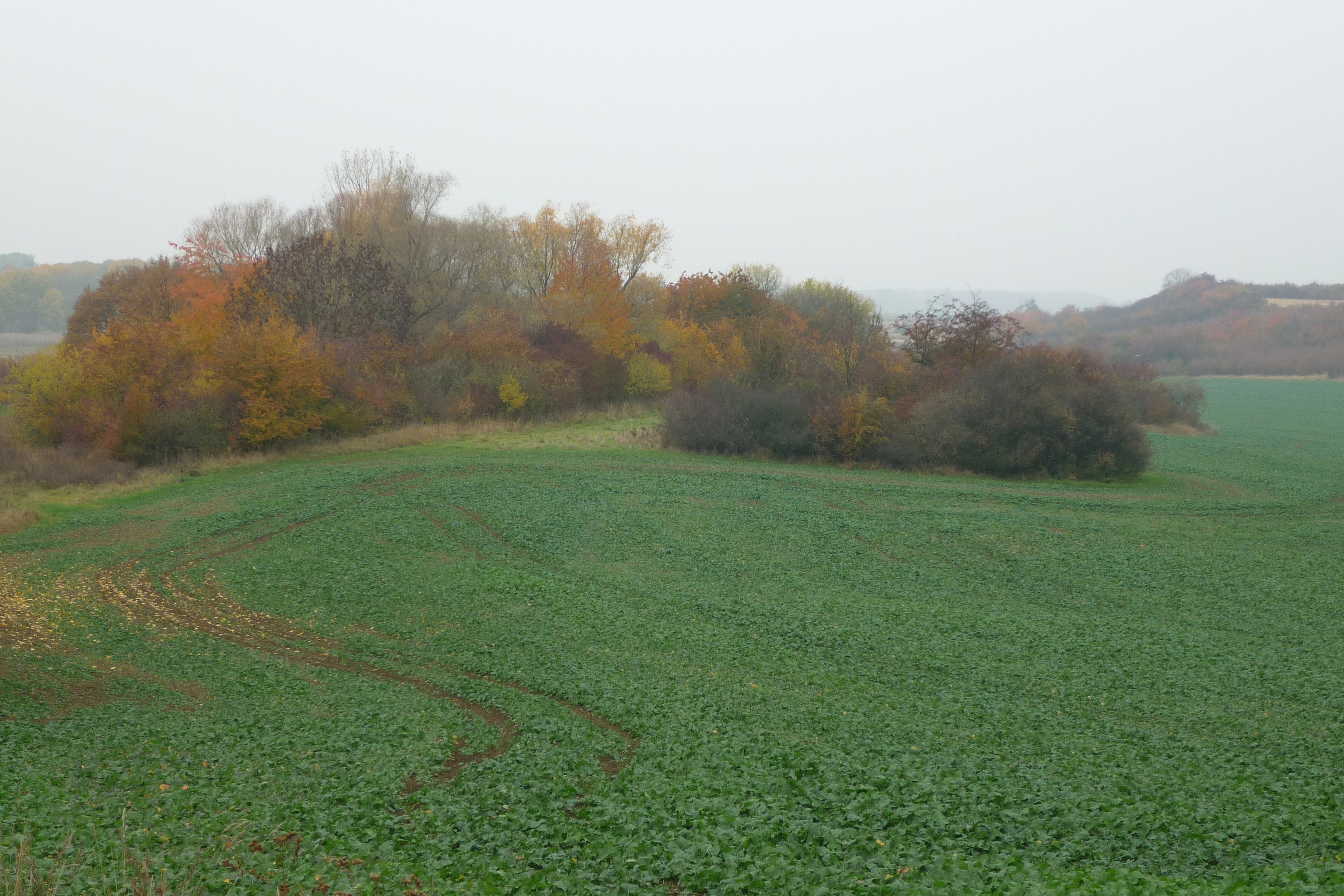
Pohled na lom zarostlý křovinami

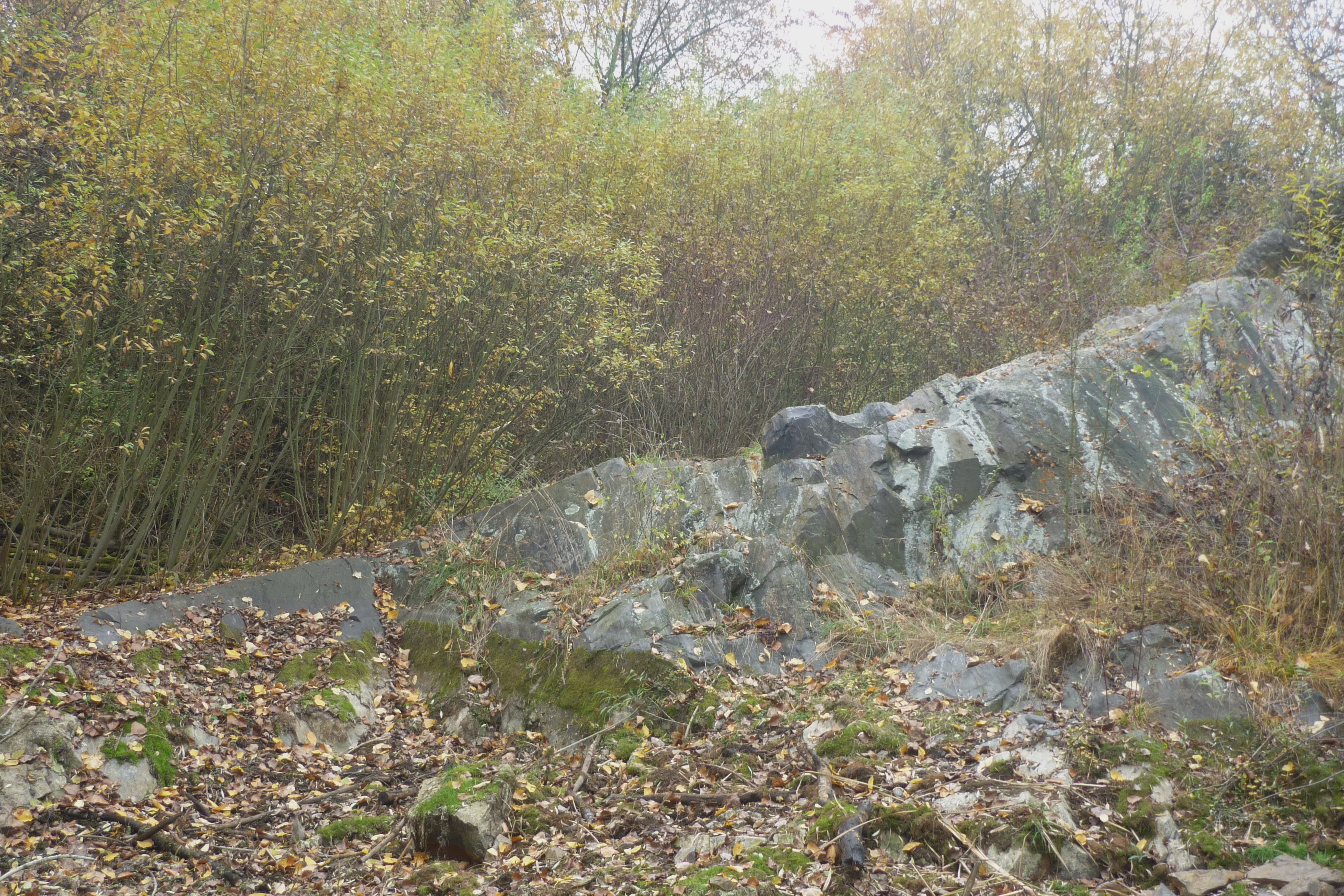
Husté křoviny pokrývají velkou část území

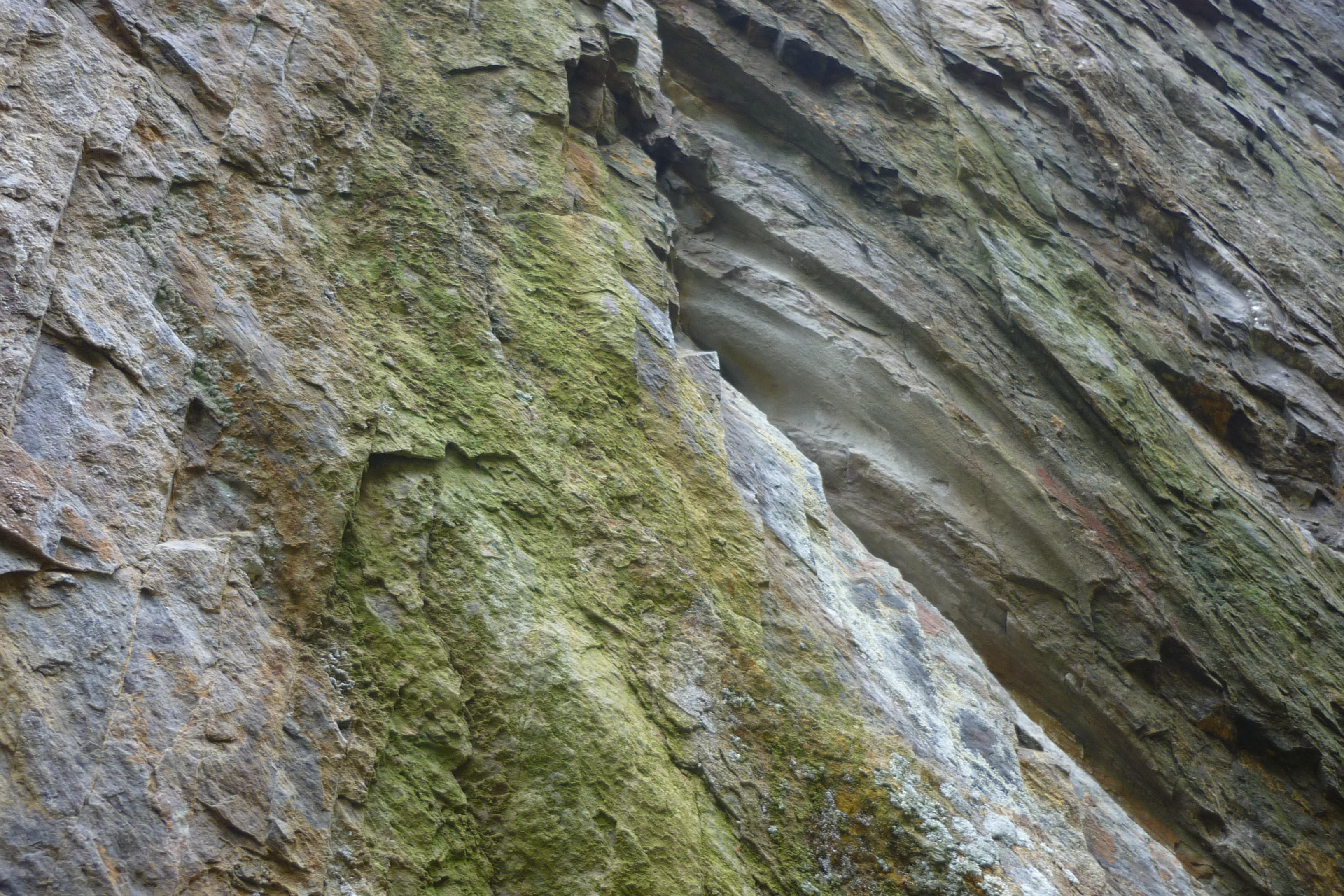
Detailní pohled na skalní stěnu

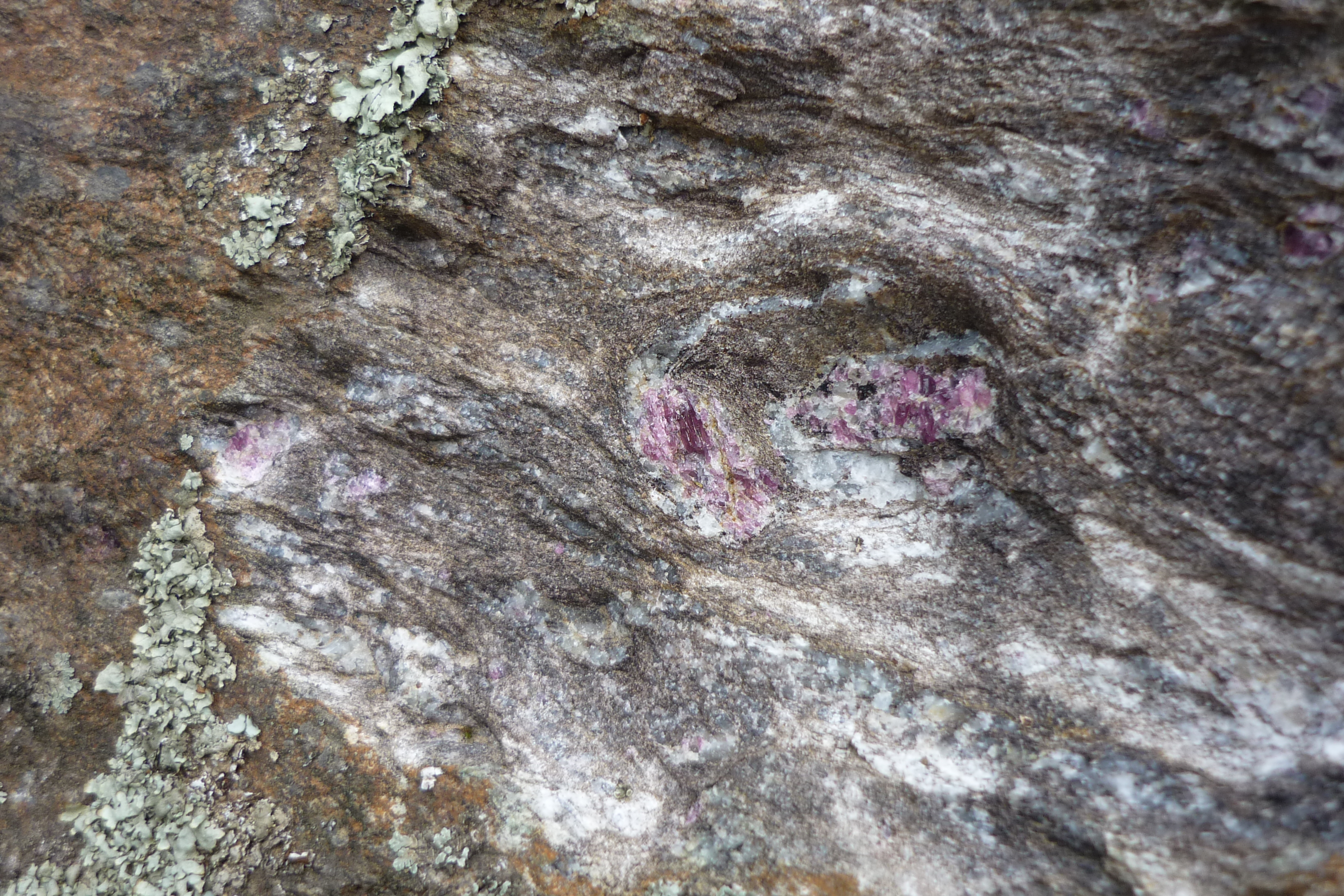
Almandin v rule, typická ukázka minerálu ze Starkočského lomu

Starkočský lom se nachází na Kutnohorsku, asi 9 km severovýchodně od Čáslavi v blízkosti obce Starkoč. Přírodní památka leží v nadmořské výšce 225 až 235 m, její plocha činí pouhých 0,61 ha. Lokalitu, hustě zarostlou křovinami, obklopují obhospodařovaná pole.

## Historie lomu
V období předmnichovské republiky se zde těžil kámen, zejména pro výstavbu okresních komunikací v okolí. Ve 30. letech 20. století zde těžba ustala a lom byl zaplaven vodou, v 50. až 70. letech byl dokonce využíván občany blízkých obcí pro rekreační účely. 10. října 1985 (s účinností od 1. prosince 1985) byla lokalita vyhlášena přírodní památkou. V současné době (k roku 2011) je lom hustě zarostlý křovinami a vlivem poklesu hladiny podzemní vody je prakticky vyschlý.

## Přírodní poměry

### Geologie
Oblast Starkočského lomu je součástí kutnohorského krystalinika, je tvořena zejména pararulami a migmatity. Významným faktorem zde bylo působení moře v období svrchní křídy. Docházelo k ukládání příbojových usazenin slepence, vápence a slínovce, projevily se též erozní a abrazní účinky vody. Vzhledem k rozdílné tvrdosti hornin se zde selektivní erozí vytvořily prohlubně, tvarem připomínající obří hrnce, abrazního původu jsou pak prohloubeniny mělčí. V místních křídových sedimentech, které dosahují největší mocnosti v severozápadní části oblasti, se hojně vyskytují zkameněliny, např. korálů, dírkonošců či ramenonožců. Nejzajímavější jsou ale určitě mořský korál Isis miranda a houba Gribrospondia, kterou jinde v ČR nenajdeme.

#### Minerály
Starkočský lom je klasickým mineralogickým nalezištěm. Zajímavý je zde výskyt granátů v rulách, významný je zejména almandin. Ten může mít podobu krystalků či zrn červené barvy, často s nádechem dofialova či dohněda. Zde nalezené kameny dosahují velikosti až 5 cm, jsou však silně rozpukány a nehodí se proto pro šperkařské účely. Dále zde najdeme např. kyanit (modré, šedobílé či zelenkavé krystaly skelného až perleťového lesku), dumortierit (modré, zelenomodré, fialové či hnědé agregáty jemně sloupcovité struktury a skelného lesku) a modrý turmalín. Nalezeny zde byly také několik cm velké pecky arsenopyritu.

### Flóra
Botanicky tato oblast není příliš zajímavá. Vzhledem k minulosti lokality zde nejsou vyvinuté půdy, nalezneme zde jen materiál odvalů obsahující jílovité a písčité půdy a úlomky rul. V současnosti jsou dominující vegetací křoviny a listnaté stromy, zejména šípek (Rosa canina), trnka (Prunus spinosa), hloh.

### Fauna
Jelikož je tato křovinami hustě zarostlá oblast obklopena zemědělsky využívanou krajinou, stala se refugiem bezobratlých živočichů a ptáků. V době, kdy byl lom zaplaven, zde bylo navíc stanoviště četných obojživelníků např. ropuchy obecné (Bufo bufo) či čolka obecného (Lissotriton vulgaris) a vodního hmyzu.

## Ochrana
Největší problémy jsou zde zapříčiňovány silným zarůstáním nálety a také zasucováním. Vegetace může mít na geologické útvary negativní vliv v důsledku narušování skalního podkladu kořenovým systémem, nezřídka zapříčiňuje také nepřístupnost lokality. Potenciálním rizikem pro minerály, zkameněliny apod. je také možné rabování ze strany návštěvníků.